# Centaury (mitologia)

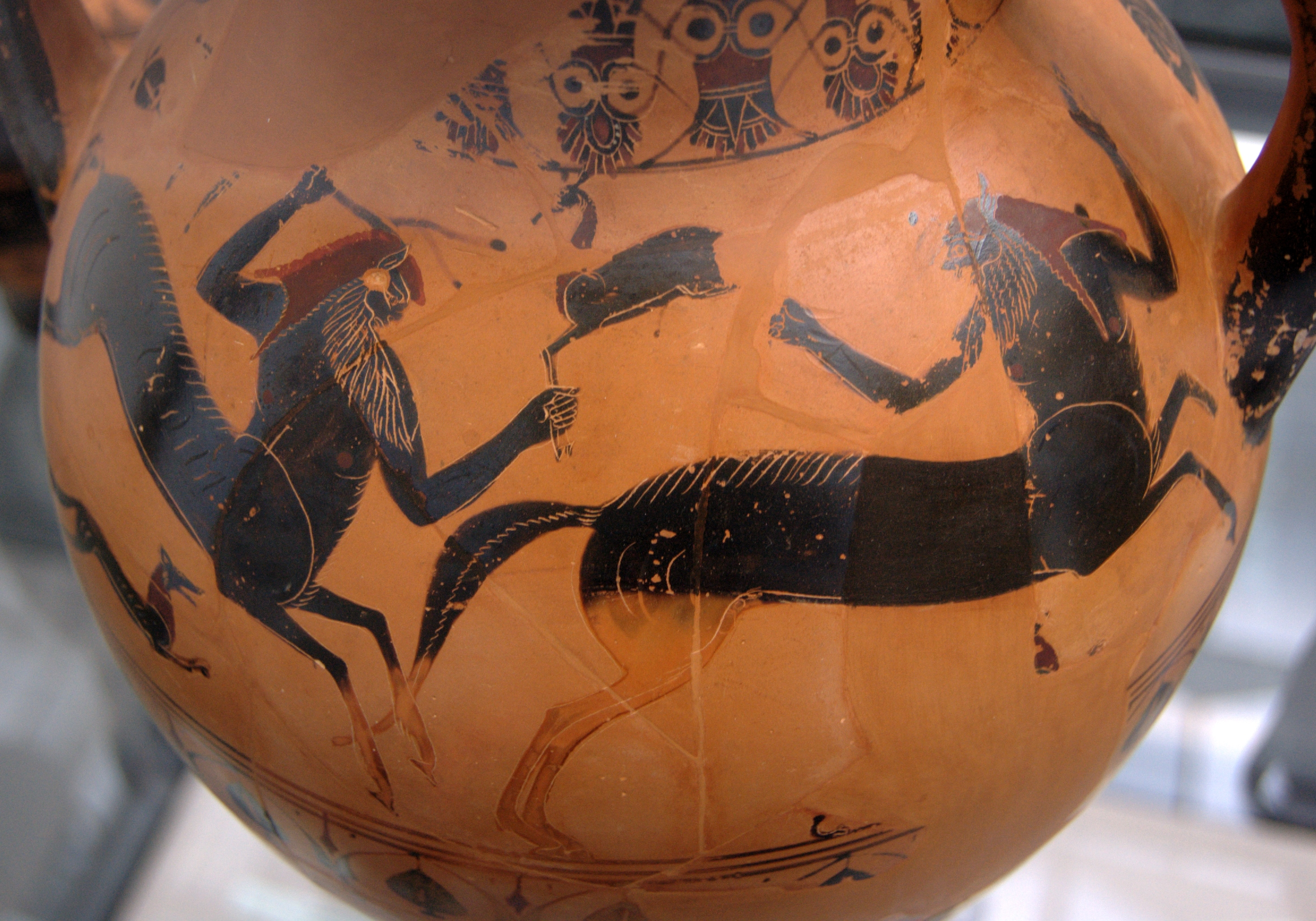
Polujące centaury, malowidło na amforze czarnofigurowej, Staatliche Antikensammlungen, Monachium

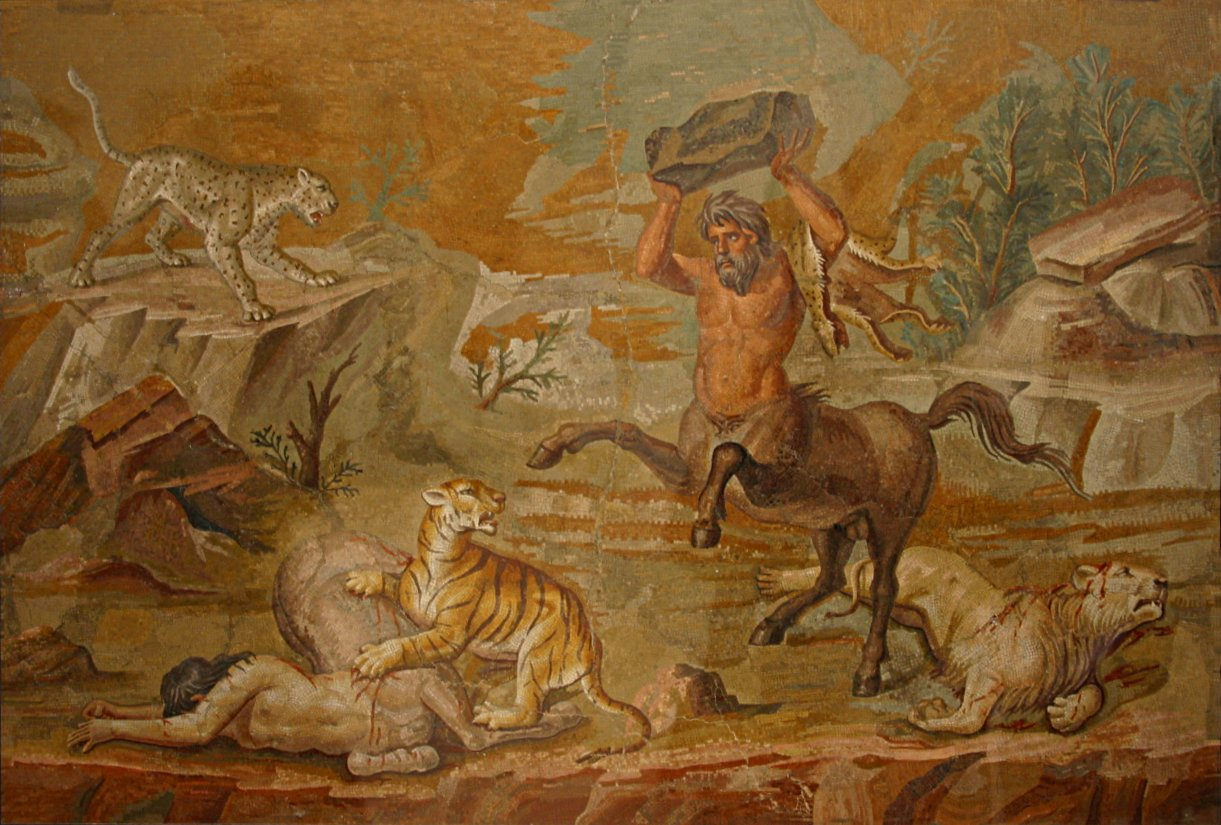
Centaur, rzymska mozaika, II wiek n.e., Stare Muzeum, Berlin

Centaury i centaurydy (także centaurowie; z gr. Κένταυροι Kéntauroi, łac. Centauri) – w mitologii greckiej pół ludzie, pół konie. Były to mityczne istoty o mieszanej budowie. Górna część ich ciała (tułów, głowa, ręce) była podobna do ciała człowieka, natomiast dolna miała kształt konia. Uchodziły za potomstwo Kentaurosa i klaczy magnezyjskich lub Iksjona i widziadła (chmury) Nefele, której Zeus nadał postać Hery.
Tworzyły prymitywne plemię. Zamieszkiwały góry i lasy Tesalii oraz Arkadię. Obyczaje miały dzikie, to jest żywiły się surowym mięsem upolowanych zwierząt, kilkakrotnie usiłowały porwać lub zgwałcić kobiety, łatwo się upijały. Przebywając na dworze króla Lapitów Pejritoosa, jako jego weselni goście z powodu nadmiaru wypitego przez nich wina wszczęli bójkę. Walkę z nimi podjęli znani mityczni herosi: Herakles, Nestor i Tezeusz. Walka centaurów z Lapitami znana była jako centauromachia.
Wizerunki centaurów można odnaleźć na metopach Partenonu, w Tezejonie oraz w malarstwie ściennym w Pompejach. Współcześnie centaury występują w dziełach z gatunku fantasy, np. w cyklach Opowieści z Narnii, Harry Potter, Baśniobór czy Percy Jackson i bogowie olimpijscy.

## Słynne centaury

### Z mitologii
- Chiron
- Eurytion – centaur arkadyjski
- Eurytion – centaur tesalski
- Folos
- Nessos

### Z literatury
- Firenzo